# Càrrega de feina
La Càrrega de feina és la quantitat d'activitat que es pot assignar a una part o element d'una cadena productiva sense entorpir el desenvolupament total de les operacions. La càrrega de feina pot estar formada per una o diverses unitats mínimes de treball.
En els processos de producció continuada, que abans es coneixia com a producció industrial, es va utilitzar el concepte de "Carrega de Feina", que relaciona el volum de feina a realitzar amb el temps que requereix cadascuna d'aquestes feines. El resultat estableix el nombre d'agents o estacions de servei actives que calen per atendre els serveis de clients programats, sempre que aquests vinguin realment en forma programada.
La fórmula per calcular la càrrega de feina per hora és:
CT = A x TPS / 60
On: A = Nombre de clients estimats que arribaran per hora. TPS = Temps Mig de Servei que cada agent dedica a cada client. És important que el TPS inclogui la feina de preparació prèvia i la feina administrativa post servei. La fórmula es divideix entre 60 si el TPS s'expressa en minuts o entre 3.600 si s'expressa en segons.